# Грачёв, Ефим Николаевич
Ефим Николаевич Грачёв — пермский купец 2-й гильдии, городской голова в 1856—1858 годах. 

## Биография
Родился около 1807 года. Первоначально числился торгующим крестьянином, затем — купеческим сыном, затем — купцом 2-й гильдии. Торговал мануфактурными изделиями, церковными товарами и венками. 
В 1856—1858 годах Ефим Грачёв был пермским городским головой. В 1860-е годы семья Грачёвых разорилась.
Умер Ефим Николаевич, предположительно, между 1862 и 1868 годами. Чести быть похороненным на Архиерейском кладбище города Перми не удостоился.

## Семья
- Отец — Николай Иванович Грачёв — крепостной крестьянин княгини Долгорукой, ставший затем вольноотпущенником, а в 1837 году — купцом 2-й гильдии. В 1865 году был признан нестостоятельным должником.
- Вторая жена — Анна Васильевна (ум. 13 марта 1860). Была похоронена на Архиерейском кладбище города Перми.
- Сыновья — Николай, Иван, Александр, Константин.
- Дочери — Клеопатра, Павла, Анфиса, Александра.